# EMI Music

Logo van de EMI Group

EMI Music, of kortweg EMI (en voorheen ook bekend als EMI Group), was een grote, van oorsprong Britse, platenmaatschappij, die tot en met 2012 zelfstandig opereerde maar sindsdien is overgenomen en opgesplitst. Het hoofdkantoor bevond zich in Londen, maar EMI was actief in meer dan 25 landen. Samen met Sony Music Entertainment, Universal Music Group en Warner Music Group werd EMI beschouwd als een van de "Big Four", de vier grootste platenmaatschappijen van de wereld met een gezamenlijk marktaandeel van rond de 70%.
Eind 2011 werd bekend dat EMI werd verkocht aan diverse partijen: Universal Music Group, Warner Music Group en de muziekuitgeverij-divisie van Sony Music.

## Oorsprong
EMI werd in 1931 in het Verenigd Koninkrijk opgericht als Electric and Musical Industries Ltd. na een fusie tussen twee Britse platenmaatschappijen, The Gramophone Company (oorspronkelijk opgericht in 1897, en vooral bekend van het platenlabel His Master's Voice) en The Columbia Graphophone Company (opgericht in 1922). Beide bedrijven waren begonnen als dochters van Amerikaanse platenmaatschappijen, maar opereerden ten tijde van de fusie zelfstandig.
EMI produceerde niet alleen platen, maar ook afspeelapparatuur en radio’s (later ook tv’s). Bovendien werd in het jaar van de fusie de beroemde Abbey Road Studios door EMI geopend. In 1921 had The Gramophone Company al een winkel geopend onder de naam HMV, waar apparatuur en muziek werd verkocht. In de tweede helft van de 20e eeuw groeide HMV uit tot een wereldwijde winkelketen.
EMI groeide in de jaren dertig en veertig gestaag, onder meer dankzij gunstige deals met de Amerikaanse platenmaatschappijen RCA Victor en Columbia Records (de oorspronkelijke moedermaatschappij van The Columbia Graphophone Company) om hun producten buiten de VS te verkopen.
EMI zette in 1956 de eerste stappen op de Amerikaanse markt met de overname van het label Capitol Records, destijds een van de grootste platenmaatschappijen van de Verenigde Staten. Met deze overname werd EMI in één klap een wereldwijde speler, met labels als Capitol, HMV en Columbia.

## Groei in het poptijdperk
Hoewel EMI al behoorlijk succesvol was met klassieke opnamen, groeide de platenmaatschappij explosief met de opkomst van de popmuziek. Grote namen als The Beatles, The Beach Boys en Cliff Richard zorgden in de jaren zestig in de VS en Europa voor enorme successen. Alleen al in 1963 waren 15 van de 19 Britse nummer 1-hits van EMI-makelij. De meeste van deze artiesten verschenen op labels als Parlophone, His Master's Voice, Columbia en Capitol Records. Ook werden licentiedeals gesloten met verschillende Amerikaanse labels, zoals Motown en United Artists.
EMI’s belangrijkste act in die jaren, The Beatles, verscheen op Parlophone en vanaf 1968 op Apple Records. De hoesfoto van de Beatles-lp Please Please Me werd gemaakt in het trappenhuis van het toenmalige hoofdkantoor van EMI, Manchester Square, Londen. (Dezelfde foto werd in 1973 ook gebruikt voor de hoes van de verzamelaars 1962-1966 en 1967-1970).
Begin jaren zeventig volgde onder leiding van Bhaskar Menon een herstructurering, waarbij verschillende labels zoals Columbia en HMV sneuvelden. Voor het eerst opereerde EMI ook als platenlabel. Succesvolle artiesten op het nieuw gevormde label waren in die tijd Pink Floyd, Queen, Kate Bush en Cliff Richard.
In de jaren tachtig en negentig werden diverse platenlabels overgenomen, waaronder Chrysalis Records en Virgin Records.

## Overname in 2011 en huidige staat
EMI behoorde al sinds de jaren zestig tot De Grote Vijf, (later werd dat De Grote Vier), de grote platenlabels die destijds wereldwijd actief waren: EMI, Warner Music Group, CBS (later Sony Music Entertainment), Polygram en MCA Records. Deze laatste twee fuseerden later tot Universal Music.
Echter, met de opkomst van het (onbetaald) downloaden en uitwisselen van muziekbestanden via internet, eind jaren negentig, kreeg EMI het net als veel andere platenmaatschappijen erg moeilijk. Pogingen van EMI om de cd's met kopieerbeveiligingen uit te rusten, liepen uit op een fiasco. Sommige cd-spelers konden de cd's niet afspelen, met boze klanten (en artiesten) tot gevolg. De speciale kopieerbeveiliging werd rond 2005 weer afgeschaft.
In de eerste jaren van de 21e eeuw was EMI verantwoordelijk voor een paar van de best verkopende artiesten wereldwijd, onder wie Robbie Williams, Radiohead en Coldplay, maar desondanks bleek de financiële situatie van het bedrijf niet al te rooskleurig. Critici vonden dat EMI te veel had geïnvesteerd in dure platencontracten die nooit terugverdiend konden worden in een sterk krimpende markt.
Op 1 maart 2006 klopte EMI voor het eerst bij de Warner Music Group aan met een voorstel al hun uitstaande aandelen te kopen voor $ 28,50 per aandeel. Echter, op 2 maart 2006 liet Warner Music aan EMI weten dat ze niet akkoord ging met het voorstel waardoor de overname niet doorging.
In 2007 werd EMI overgenomen door investeringsbedrijf Terra Firma. Dat bedrijf had zich enorm in de schulden moeten steken om EMI te kunnen kopen en al snel bleek dat het de aflossing van die leningen niet meer kon opbrengen.
De Amerikaanse bank Citigroup, die de overname voor Terra Firma had gefinancierd, nam op 1 februari 2011 de controle over EMI over. Citigroup probeerde vervolgens de platenmaatschappij en haar muziekuitgeverij te slijten aan andere platenmaatschappijen. Geruchten over fusies met, of overnames door, Universal of Warner bleven rondzingen in de internationale muziekbusiness, maar pas in het najaar van 2011 werd een en ander bekrachtigd.
Aanvankelijk leek het er op dat EMI zou worden overgenomen door de Russisch-Amerikaanse miljardair Len Blavatnik, die in mei 2011 al eigenaar was geworden van Warner Music. In oktober 2011 werd zelfs gemeld dat EMI geheel op zou gaan in Warner.

Deze overname ging niet door, en op 11 november 2011 werd bekendgemaakt dat EMI zou worden verkocht aan Universal en aan Sony Music.
Het bedrijf is vervolgens gesplitst. De muziektak (EMI Recorded Music, die onder meer verantwoordelijk is voor het uitbrengen van cd's) werd voor 1,9 miljard dollar verkocht aan Universal. De uitgeverijtak (EMI Music Publishing, verantwoordelijk voor de exploitatie van auteursrechten) werd voor 2.2 miljard dollar verkocht aan een consortium met daarin de muziekuitgeverij van Sony, Sony/ATV Music Publishing.
In de loop van 2012 oordeelde de Europese Commissie dat de dominantie op de muziekmarkt van de nieuw te vormen combinatie EMI/Universal te groot zou worden. Daardoor werd Universal verplicht enkele onderdelen weer te verkopen. Hiermee werd in de tweede helft van 2012 begonnen; in juli 2013 waren de verkopen afgerond. Het belangrijkste onderdeel dat in de verkoop ging was EMI Recording Limited, dat een groot deel van de Britse activiteiten van EMI behelste. Het gaat dan bijvoorbeeld om het platenlabel Parlophone (met onder meer Coldplay, Blur en Tina Turner), maar ook de rechten van artiesten als Pink Floyd, Duran Duran en Kate Bush. Voor enkele grote namen als The Beatles, The Beach Boys en Robbie Williams werd echter een uitzondering gemaakt; zij gingen mee naar Universal. Queen had al eerder een nieuwe deal met Universal gesloten.
Verder moest Universal enkele EMI-labels verkopen waaronder Mute Records (Depeche Mode), Chrysalis Records (Jethro Tull), EMI Classics (klassieke muziek) en Sanctuary. Ook moest EMI enkele Europese vestigingen van de hand doen, waaronder die in België, Frankrijk, Spanje, Denemarken en Zweden.
De meeste van deze activiteiten - te weten de labels Parlophone, Chrysalis, EMI Classics en Virgin Classics, plus de hierboven genoemde afgestoten vestigingen op het Europese vasteland - werden vervolgens door EMI als één geheel verkocht aan Warner Music, onder de naam Parlophone Label Group. De Europese vestigingen, onder meer die in België, gingen verder als Parlophone Music. Sinds eind 2013 zijn de diverse vestigingen van Parlophone Music volledig opgegaan in Warner Music; de websites van de afzonderlijke vestigingen verwijzen nu alle rechtstreeks naar de websites van Warner Music in het betreffende land.
In mei 2018 werd bekend dat Sony, het moederbedrijf van Sony/ATV Music Publishing, een meerderheidsbelang van zo'n 90% zou nemen in EMI Music Publishing. Hierdoor werd Sony definitief eigenaar van deze uitgeverij. De naam EMI Music Publishing bleef weliswaar gehandhaafd, maar alleen voor werken die vòòr 2012 waren uitgegeven. Alle administratieve werkzaamheden voor het verzamelen en uitbetalen van auteursrechten worden uitgevoerd door Sony/ATV.

## Nederland

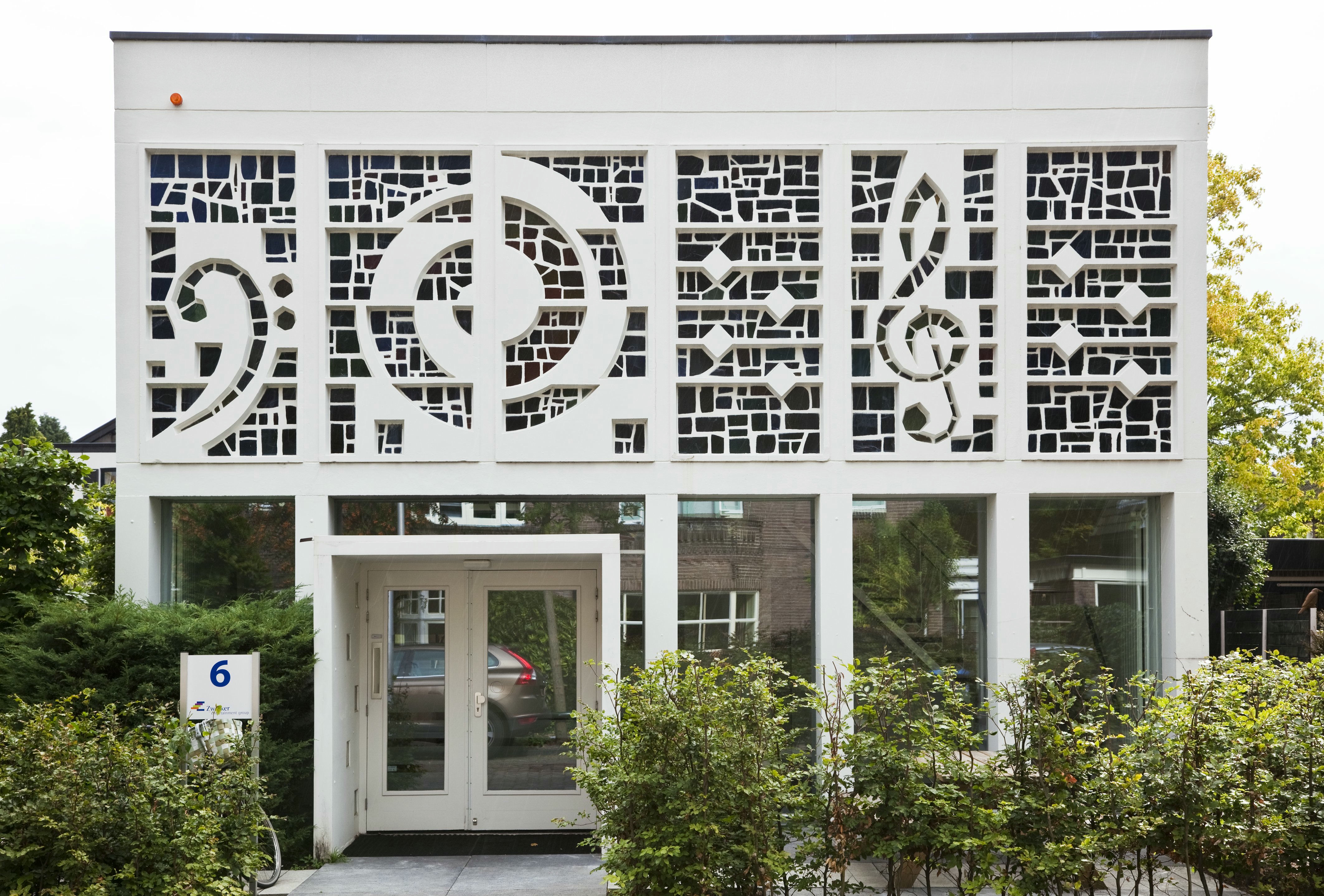
De Bovemastudio in Heemstede

De voorlopers van EMI - His Master's Voice en Columbia - waren al vroeg actief op de Nederlandse markt. Al in het eerste decennium van de 20e eeuw verkocht His Master's Voice grammofoonplaten, via een aantal eigen winkels in onder meer Haarlem, Den Haag en Amsterdam. Lange tijd werden HMV-uitgaven exclusief in deze winkels verkocht; pas laat in de jaren twintig waren ze ook in andere winkels verkrijgbaar. His Master's Voice en Columbia opereerden onafhankelijk van elkaar en waren lange tijd zelfs grote concurrenten. Na de vorming van EMI in 1931 (zie hierboven) veranderde dat, hoewel het nieuw gevormde bedrijf pas in 1946 een eigen vertegenwoordiging in Nederland kreeg.
Dat gebeurde toen de Haarlemse ondernemer Ger Oord het bedrijf Both Oord Verkoopmaatschappij (afgekort tot Bovema) oprichtte. De 'Both' in de naam was J.J. Both, een Amsterdamse ondernemer die fietsen en elektrische apparaten (waaronder radio’s en platenspelers) verkocht. Hij bleef verder op de achtergrond. Oord had het vak geleerd van zijn vader, die in Haarlem een platenzaak had en daar vooral HMV-platen verkocht. De eerste daad van Oord jr. was de aankoop van de Nederlandse distributierechten van internationale EMI-platenlabels als Columbia Records en Capitol Records. Bovema groeide snel omdat het al meteen grote orders kreeg voor de in Nederland gestationeerde geallieerde troepen uit onder meer het Verenigd Koninkrijk, de Verenigde Staten en Canada. Ook verkocht hij duizenden platen aan Nederlandse militairen die in overzeese gebieden, zoals Nederlands-Indië, waren gestationeerd.
Net als veel andere Nederlandse bedrijven, had Bovema in de eerste jaren na de oorlog veel last van zware importbeperkingen die in de jaren van de wederopbouw golden. Daarom was het goedkoper om een fabriek te openen om de importplaten zelf te kunnen persen. Deze fabriek werd eind jaren veertig in Heemstede geopend, waar ook het hoofdkantoor van Bovema werd gevestigd.

Dit kantoor bevond zich in een typisch gebouw dat eruitzag als een Zwitsers chalet. Het pand was zo karakteristiek, dat het jarenlang werd gebruikt in het logo van Bovema. Het stond bekend als "The Gramophone House". Het staat aan de Bronsteeweg 49 in Heemstede en staat op de gemeentelijke monumentenlijst. Het is tegenwoordig in gebruik als kantoorpand en is niet toegankelijk voor publiek.
In de jaren vijftig groeide Bovema razendsnel, onder meer door distributiedeals voor grote buitenlandse platenlabels als Capitol, Columbia, Warner Bros. en His Master's Voice. In 1959 opende Bovema haar eerste Nederlandse opnamestudio - ook in Heemstede - waarvoor Maria Callas de officiële openingshandeling verrichtte. Vanaf nu konden Nederlandse artiesten hier terecht voor hun plaatopnames. Een van de eersten die er werkte, was de nog piepjonge Peter Koelewijn. Hoewel Gerry Oord diens liedje Kom van dat dak af maar niets vond, groeide dit nummer uit tot de eerste Nederlandstalige rock-'n-roll-hit.
Behalve distributie voor buitenlandse platenlabels bracht Bovema ook eigen, Nederlands materiaal uit. Dit gebeurde op verschillende labels als Imperial Records en Odeon Records. De eerste eigen successen waren van Johnny Jordaan en Tante Leen. Ook werden vanaf eind jaren vijftig verschillende nieuwe labels opgericht, of werden bestaande labels overgenomen, zoals Negram en Delta.
Bovema NV werd in de jaren zestig de grootste platenmaatschappij van Nederland dankzij het succes van The Beatles. Omdat EMI in het Verenigd Koninkrijk de Beatles-labels Parlophone en Apple Records in zijn portefeuille had, kreeg Bovema automatisch de Nederlandse distributierechten, hoewel Parlophone tot en met 1965 in Nederland nog vertegenwoordigd werd door het bedrijf Stibbe.
Eind jaren zestig werden ook distributiedeals gesloten met invloedrijke Amerikaanse platenlabels als Motown en Asylum.
In dezelfde periode wilde het Britse EMI zijn positie op het Europese vasteland versterken. Het nam verschillende Europese platenmaatschappijen over die al de distributie voor hun materiaal verzorgden. Voor Bovema had dat tot gevolg dat het Britse zusterbedrijf een meerderheidsbelang in het bedrijf nam. In de praktijk veranderde er weinig; Oord bleef aan het roer staan van Bovema.
In 1973 werd Oord benoemd tot directeur van EMI in het Verenigd Koninkrijk, waarna hij het bedrijf flink reorganiseerde. Zo werden enkele tientallen platenlabels opgeheven (waaronder Columbia Records en de pop-tak van His Master's Voice) en werd een nieuw poplabel geïntroduceerd, dat simpelweg EMI heette. In 1976 nam Oord afscheid van EMI.
In Nederland groeide EMI Bovema BV (zoals het bedrijf voortaan heette) in de jaren zeventig snel verder, van 1973 tot 1975 onder leiding van Roel Kruize. In 1976 fuseerden EMI Bovema en Negram (weliswaar ooit opgericht door Bovema, maar al jarenlang werkzaam als afzonderlijk bedrijf) waardoor de combinatie Bovema-Negram ontstond. In 1983 werd de naam weer veranderd in EMI Bovema, een naam die tien jaar later weer werd gewijzigd in EMI Music Netherlands. Daarmee verdween de naam Bovema na bijna 50 jaar definitief uit de Nederlandse platenindustrie.
Door de overname door Universal Music in 2012 is EMI Music Netherlands in zijn geheel opgegaan in het nieuwe bedrijf, dat een combinatie is geworden van Universal België, Universal Nederland en EMI Nederland (EMI in België werd apart verkocht en ging verder als Parlophone Belgium). De naam en het logo van EMI zijn niet meer terug te vinden in het nieuwe bedrijf. Alle Nederlandse artiesten van EMI worden nu uitgegeven door Universal.
Oprichter Gerry Oord overleed in april 2010 op 96-jarige leeftijd.

## Bekende namen
Bekende bands en artiesten van wie EMI muziek heeft uitgegeven zijn onder andere:

### Nederland en België
- Anouk
- André Hazes
- BLØF (tegenwoordig Sony Music)
- Bobbejaan Schoepen
- The Cats
- Clouseau
- Conny Vandenbos
- Def Rhymz
- DI-RECT
- Elly en Rikkert
- Eva Simons
- Focus
- René Froger
- Tess Gaerthé
- Get Ready!
- Raymond van het Groenewoud
- Guus Meeuwis
- Toon Hermans
- Ruth Jacott
- Jack Jersey
- Liesbeth List
- Robert Long
- Lords of Acid (België)
- Laura Omloop
- Maywood
- Rob de Nijs
- OG3NE
- Pussycat
- The Shepherds
- De Toppers
- Soulsister
- Trijntje Oosterhuis
- Twarres
- Jan Vayne
- Zornik

### Overig
- Anahí Puente
- The Animals
- The Beach Boys
- Beastie Boys
- The Beatles
- Blur
- Bobby V
- The Chemical Brothers
- Cliff Richard
- Coldplay
- Corinne Bailey Rae
- David Bowie
- David Gilmour
- David Guetta
- Duran Duran
- Frank Sinatra
- George Michael
- Gerry & the Pacemakers
- Gorillaz
- The Hollies
- Hot Chocolate
- Ian Anderson
- Ice Cube
- Joe Cocker
- Jolin Tsai
- Joss Stone
- KT Tunstall
- Kate Bush
- Katy Perry
- KoЯn
- Kylie Minogue
- Marillion
- Nat King Cole
- Norah Jones
- Pet Shop Boys
- Pink Floyd
- Queen
- Radiohead
- Red Hot Chili Peppers
- Robbie Williams
- Roger Whittaker
- The Rolling Stones
- Roxette
- Saybia
- Swedish House Mafia
- Talk Talk
- Thirty Seconds to Mars
- Tina Turner
- Troye Sivan
- The Yardbirds
- Heino